# Jezioro Hartowieckie
Jezioro Hartowieckie – jezioro w Polsce, w województwie warmińsko-mazurskim, w powiecie działdowskim, w gminie Rybno. Północny skrawek jeziora znajduje się w powiecie nowomiejskim, w gminie Grodziczno.

## Położenie i charakterystyka
Jezioro rynnowe, leży na Garbie Lubawskim, który jest częścią Pojezierza Chełmińsko-Dobrzyńskiego, natomiast w regionalizacji przyrodniczo-leśnej – w mezoregionie Garbu Lubawskiego, w dorzeczu Katlewska Struga–Wel–Drwęca–Wisła. Jest jeziorem przepływowym na cieku Katlewska Struga (inne nazwy: Katlewka, Kotlewska Struga). Powierzchnia zlewni całkowitej akwenu wynosi 9,4 km² (według innego źródła: 8,67 km²), a większość jej powierzchni (ok. 75%) stanowią grunty orne i tereny o zabudowie rozproszonej. Jezioro jest wydłużone w kierunkach południowy wschód–północny zachód. Przy wschodnim brzegu jeziora leży wieś Hartowiec, natomiast po zachodniej stronie znajdują się głównie tereny rekreacyjne w miejscowości Ostaszewo. Przy północnej części linii brzegowej znajdują się lasy. W pobliżu wschodnich i północnych wybrzeży zlokalizowane są tory kolejowe linii nr 9 (Warszawa–Gdańsk). W Hartowcu znajduje się ogólnodostępna plaża nad jeziorem.
Linia brzegowa nie jest urozmaicona. Dno muliste i mulisto-piaszczyste. W otoczeniu znajdują się zróżnicowane tereny, zarówno pagórkowate, jak i płaskie, dominuje jednak rzeźba falista. Dno jeziora jest w dużej części zarośnięte zarówno roślinnością zanurzoną, jak i wynurzoną, zwłaszcza w części północnej, która jest płytsza. Brzegi głównie wysokie i strome, gdzieniegdzie łagodne i płaskie.
Jezioro jest jednolitą częścią wód Hartowieckie o kodzie PLLW20151. Zgodnie z typologią abiotyczną zbiornik wodny został sklasyfikowany jako jezioro o wysokiej zawartości wapnia, o dużym wypływie zlewni, niestratyfikowane, leżące na obszarze Nizin Środkowopolskich (3b).
Jezioro leży na terenie obwodu rybackiego Jeziora Hartowieckiego w zlewni rzeki Drwęca – nr 55. Zbiornik wodny według typologii rybackiej jezior zalicza się do leszczowych.

## Morfometria
Według danych Instytutu Rybactwa Śródlądowego powierzchnia zwierciadła wody jeziora wynosi 69,6 ha. Średnia głębokość zbiornika wodnego to 2,9 m, a maksymalna – 5,2 m. Lustro wody znajduje się na wysokości 155,5 m n.p.m. Objętość jeziora wynosi 1995,2 tys. m³.
Inne dane uzyskano natomiast poprzez planimetrię jeziora na mapach w skali 1:50 000 opracowanych w Państwowym Układzie Współrzędnych 1965, zgodnie z poziomem odniesienia Kronsztadt. Otrzymana w ten sposób powierzchnia zbiornika wodnego to 69,0 ha, a wysokość bezwzględna lustra wody to 155,6 m n.p.m.
Według danych MGGP S.A. i Instytutu Ochrony Środowiska powierzchnia zbiornika wodnego to 69,27 ha.
Długość jeziora wynosi ok. 2 km, natomiast jego szerokość to ponad 0,5 km.

## Przyroda i jakość wody
Jezioro leży na terenie utworzonego w 1998 roku Hartowieckiego Obszaru Chronionego Krajobrazu o łącznej powierzchni 395,02 ha. W skład rybostanu wchodzą m.in. okoń, płoć, lin i leszcz, natomiast wśród występujących ptaków wymienić można przedstawicieli takich gatunków jak bąk, błotniak stawowy, remiz oraz wodnik.
Ze względu na wysoką trofię, w latach 90. XX wieku wśród glonów żyjących w jeziorze stwierdzano dominację wiciowców (latem Ceratium hirundinella) czy okrzemek Melosira granulata. Stwierdzono również występowanie sinic z gatunku Aphanizomenon flos-aquae.
Zgodnie z badaniem z 1991 akwenowi przyznano III klasę czystości według ówczesnych kryteriów. Wynikało to przekroczenia norm dla zawartości różnych form azotu i zasolenia wyrażonego jako przewodność elektrolityczna właściwa. Pozostałe badane wówczas wskaźniki mieściły się w ówczesnych normach, a natlenienie ze względu na silne mieszanie wód było bardzo dobre mimo wysokiego BZT5. W 1996 nadano klasę o jeden stopień lepszą. W 2008 roku stan jeziora oceniono jako dobry, stwierdzono jednak, że zbiornik wodny jest ekstremalnie podatny na degradację. W 2010 roku stan ekologiczny wód określono jako dobry. W 2016 stan chemiczny wód sklasyfikowano jako dobry, natomiast stan ekologiczny wód jeziora sklasyfikowano jako umiarkowany, co oznacza III klasę jakości. O klasyfikacji takiej zadecydował stan fitoplanktonu i fitobentosu, mimo dość dobrych parametrów fizykochemicznych.
W XX wieku głównym źródłem zanieczyszczenia wody jeziora była gorzelnia w Hartowcu.